# 初鹿野剛
初鹿野 剛（はつかの たけし、1975年2月11日- ）は、日本のバリトン歌手。愛知県立芸術大学准教授。静岡県御殿場市出身。

## 経歴
静岡県立清水南高等学校芸術科音楽専攻、東京芸術大学卒業。同大学大学院音楽研究科修士課程声楽専攻（独唱研究領域）修了。二期会オペラスタジオ第42期マスタークラス修了。2004年4月に渡独。同年9月、平成16年度文化庁派遣芸術家在外研修員。ドイツ・バーデン＝ヴュルテンベルク州立カールスルーエ音楽大学付属ムズィークテアター研修所演奏家養成課程並びに修士課程を修了。2008年、帰国。声楽を後藤千恵子、芳野靖夫、原田茂生、マルチェッラ･レアーレ、ヨーゼフ・ロイプル（Josef Loibl）、ドナルド・ライタカーに師事。
常葉大学非常勤講師、桜美林大学非常勤講師、立教女学院短期大学非常勤副手を経て、愛知県立芸術大学准教授、名古屋音楽大学非常勤講師。
二期会会員、日本演奏連盟会員

## 成績・賞歴
- 1992年 第46回全日本学生音楽コンクール東京大会声楽部門［高等学校の部］奨励賞
- 1996年 平成8年度友愛ドイツ歌曲コンクール奨励賞（友愛青年連盟）
- 1997年 松田トシ賞（東京芸術大学音楽学部声楽科卒業時）
- 1999年 二期会オペラスタジオ優秀賞
- 2005年 第74回日本音楽コンクール声楽［オペラ部門］入選
- 2006年 第5回“ヴァーグナーの声”国際声楽コンクール ヴェネツィア本選会入選（ 
Richard-Wagner-Verband、フェニーチェ劇場財団他共催）
- 2006年 第17回五島記念文化賞オペラ新人賞受賞（東急グループ・東急財団）
- 2007年 ドイツ・ラインスベルク室内歌劇場国際声楽コンクール入賞
- 2008年 第7回藤沢オペラコンクール第1位並びに福永賞
- 2008年 ドイツ・ヴァーグナー協会カールスルーエの推薦によりヴァーグナー奨学財団奨学生
- 2015年 名古屋音楽ペンクラブ賞

## 主なオペラ出演
- ジョルジュ・ビゼー：カルメン - Le Dancaïre
- ジョヴァンニ・パイジエッロ：Il re Teodoro in Venezia - Acmet
- エンゲルベルト・フンパーディンク：ヘンゼルとグレーテル - Peter
- 石桁眞禮生：河童譚 - 河童河太郎
- レオシュ・ヤナーチェク：マクロプロス事件 - Jaroslav Prus
- ルッジェーロ・レオンカヴァッロ：道化師 - トニオ
- ピエトロ・マスカーニ：カヴァレリア・ルスティカーナ - アルフィオ
- 松井和彦
  - 北風と太陽 - 北風
  - 羊飼いと狼 - 狼
  - 金の斧 銀の斧 - わるい木こり
- モーツァルト
  - フィガロの結婚 - アントニオ、ドン・バルトロ
  - コジ・ファン・トゥッテ - ドン・アルフォンソ
  - 魔笛 - パパゲーノ、Sprecher、Priester、Geharnischter Mann
- 中田直宏：宗春 - 亡霊（義直）
- セルゲイ・プロコフィエフ：Маг Челий
- ジャコモ・プッチーニ
  - La Bohème - アルチンドロ、Benoît
  - 蝶々夫人 - ボンゾ
- ドミートリイ・ショスタコーヴィチ：ムツェンスク郡のマクベス夫人 - Polizeichef
- ヨハン・シュトラウス2世：こうもり - ファルケ博士、ブリント博士
- リヒャルト・シュトラウス
  - ナクソス島のアリアドネ - Musiklehrer、Harlekin und Perückenmacher
  - アラベラ - ラルモール伯爵、Graf in Capriccio
- ジュゼッペ・ヴェルディ
  - ファルスタッフ - ファルスタッフ
  - 椿姫 - ジョルジョ・ジェルモン、ドビニー侯爵
- リヒャルト・ワーグナー：パルジファル - アムフォルタス

## 主なコンサート・レパートリー
- ヨハン・ゼバスティアン・バッハ
  - Kantaten
  - h-Moll Messe BWV232
  - G-Dur Messe BWV236
  - Magnificat BWV243
  - Matthäuspassion BWV244
  - Johannespassion BWV245
  - Weihnachtsoratorium BWV248
  - Osteroratorium BWV249
- ルートヴィヒ・ヴァン・ベートーヴェン: 9. Symphonie
- ヨハネス・ブラームス: Ein deutsches Requeim
- アントン・ブルックナー: Te Deum
- モーリス・デュリュフレ: Requeim
- ガブリエル・フォーレ: Requiem
- ゲオルク・フリードリヒ・ヘンデル: Messiah
- フランツ・ヨーゼフ・ハイドン
  - Jahreszeiten
  - Schöpfung
  - Missa Sancti Nicolai
- フェリックス・メンデルスゾーン: Elias (Titelpartie)
- ヴォルフガング・アマデウス・モーツァルト
  - Missa brevis KV220
  - Krönungsmesse KV 317
  - Großemesse KV427
  - Der Messias KV572
  - Requiem KV626
- カール・オルフ: Carmina Burana